# 伊維爾加爾薩馬
伊維爾加爾薩馬是玻利維亞的城鎮，位於該國中部，由科恰班巴省負責管轄，距離首府科恰班巴224公里，海拔高度218米，每年平均降雨量超過1,000毫米，2012年人口14,606。

## 外部連結
- Map of the Carrasco Province
- （西班牙文） Instituto Nacional de Estadistica de Bolivia  (INE)